# Jietanasjärvi
Jietanasjärvi eller Hietanasjärvi är en sjö i Finland. Den ligger i kommunen Enontekis i landskapet Lappland, i den norra delen av landet, 900 km norr om huvudstaden Helsingfors. Hietanasjärvi ligger 331 meter över havet. Arean är 21,5 hektar och strandlinjen är 2,26 kilometer lång. Sjön  ingår i Torne älvs huvudavrinningsområde.   Omgivningarna runt Jietanasjärvi är i huvudsak ett öppet busklandskap.